# Early access
Early access (thuật ngữ tiếng Việt: Dùng trước) hay còn gọi là truy cập sớm, gây quỹ tài trợ sớm, truy cập alpha, thành lập alpha hoặc alpha trả phí là một mô hình tài trợ trong ngành trò chơi điện tử mà qua đó người tiêu dùng có thể mua và chơi trong khi trò chơi vẫn đang trong chu kỳ phát triển trước khi phát hành, chẳng hạn như trước alpha, alpha và / hoặc beta, trong khi nhà phát triển có thể sử dụng những khoản tiền đó để tiếp tục phát triển trò chơi. Những người trả tiền để tham gia thường giúp gỡ lỗi trò chơi, cung cấp phản hồi và đề xuất, đồng thời có thể có quyền truy cập vào các tài liệu đặc biệt trong trò chơi. Phương pháp tiếp cận sớm là một cách phổ biến để kiếm tiền tài trợ cho các trò chơi độc lập và cũng có thể được sử dụng cùng với các cơ chế tài trợ khác, bao gồm cả huy động vốn từ cộng đồng. Nhiều dự án huy động vốn từ cộng đồng hứa hẹn cung cấp quyền truy cập vào các phiên bản alpha và / hoặc beta của trò chơi khi quá trình phát triển vẫn đang diễn ra; tuy nhiên, không giống như một số dự án gây quỹ nhưng chưa có gì có thể chơi được, tất cả các trò chơi Early access đều cung cấp phiên bản có thể chơi ngay lập tức của trò chơi còn đang dang dở cho người chơi.

## Lịch sử
Theo truyền thống, các nhà phát hành trò chơi thường không phát hành các phiên bản còn đang dang dở cho công chúng, thay vào đó họ sẽ dựa vào các thỏa thuận thử nghiệm nội bộ, vốn không được tiết lộ ra ngoài. Điều này ngăn các phiên bản như vậy trở thành mục tiêu bị vi phạm bản quyền phần mềm và chọn lọc ra những thông tin nào có thể chia sẻ với đối thủ cạnh tranh. Do đó, các nhà xuất bản sẽ tài trợ cho việc phát triển toàn bộ trò chơi thông qua việc hoàn thành nó, nhưng sẽ ít sẵn sàng chấp nhận rủi ro hơn đối với các tựa game thử nghiệm. Trong một số trường hợp, các nhà phát hành tìm cách cho phép người chơi giành chiến thắng hoặc mua quyền truy cập vào trạng thái beta của trò chơi trong một môi trường bị kiểm soát. Ví dụ: một lời mời tham gia phiên bản beta của phần chơi nhiều người của Halo 3, đi kèm với Crackdown, góp phần làm tăng doanh số bán hàng của phần sau này.
Đối với các trò chơi độc lập, thường được phân phối mà không có nhà phát hành, nguồn tài trợ để phát triển không có sẵn. Nhiều công ty độc lập nhỏ hơn sử dụng quỹ cá nhân, trong khi những công ty lớn hơn có thể nhận đầu tư từ các nguồn khác và gần đây hơn các chương trình huy động vốn cộng đồng như Kickstarter hoặc Patreon đã được chứng minh là khả thi cho cả hai. Một khó khăn khác đối với các nhà phát triển indie là kiểm tra trò chơi trước khi phát hành, thiếu nguồn lực của nhà phát hành và không nhận đủ phản hồi trước khi phát hành.
Khái niệm tiếp cận sớm giúp giảm bớt cả hai vấn đề. Quyền Early access vào trò chơi thường được cung cấp khi trò chơi ở trạng thái có thể chơi nhưng có thể không hoàn chỉnh về tính năng, hoặc có thể vẫn còn một số lỗi phần mềm. Thường thì những trò chơi này được xem xét ở giai đoạn phát hành alpha hoặc beta, và có thể mất vài tháng hoặc vài năm kể từ khi hoàn thành dự kiến. Những người chơi quan tâm đến việc có thể mua ngay cả khi đang trong quá trình phát triển trò chơi, có quyền truy cập vào phần mềm ở trạng thái hoạt động, và được khuyến khích chơi và kiểm tra độ căng thẳng của phần mềm. Phản hồi của họ có thể giúp nhà phát triển điều chỉnh định hướng, phong cách nghệ thuật và cơ chế phần mềm để đón đầu bản phát hành cuối cùng. Sau khi phát hành, người chơi tiếp tục có quyền truy cập vào phần mềm hoặc nhận thưởng một phương tiện để có bản phát hành cuối cùng và các tính năng bổ sung khác, chẳng hạn như âm thanh, tên của họ trong phần góp vốn của trò chơi hoặc các phần thưởng khác. Những người chơi này giúp tài trợ để trò chơi hoàn thành, nhưng phải chịu rủi ro rằng trò chơi có thể không bao giờ có bản phát hành cuối cùng. Một lợi ích khác có thể đến từ việc truyền miệng sơ bộ về trò chơi ở trạng thái Early access. Vì người chơi thường không bị giới hạn bởi các thỏa thuận bảo mật để tham gia vào quyền Early access, những người chơi này có thể cung cấp đánh giá trên phương tiện truyền thông xã hội hoặc chơi trò chơi trên các chương trình phát sóng trực tuyến, điều này sau đó có thể kích thích sự quan tâm.
Một trong những ví dụ ban đầu nổi tiếng nhất về mô hình này là Minecraft. Quá trình phát triển của game bắt đầu vào năm 2009, do Markus Persson ban đầu định phát hành cho các trình duyệt internet, song song với công việc toàn thời gian chính. Phiên bản alpha đã chứng tỏ mức độ phổ biến đến mức trong tháng phát hành, Persson đã thêm một phương thức mà người chơi có thể trả 10 euro (khoảng 15 đô la Mỹ) để truy cập trò chơi, cho phép ông có thể tiếp tục phát triển trò chơi. Khi doanh thu của trò chơi tăng lên, ông ấy có thể nghỉ việc khoảng tám tháng sau đó để dành toàn thời gian cho trò chơi, thành lập Mojang, mở rộng thành một nhóm phát triển lớn hơn. Minecraft tiếp tục cung cấp quyền Early access trong suốt thời gian phát triển, đảm bảo những người đã mua sẽ nhận được phiên bản cuối cùng miễn phí, diễn ra vào tháng 11 năm 2011. Trước đó, gần hai triệu người chơi đã mua bản phát hành giai đoạn alpha- và beta-, thu về hơn 33 triệu đô la Mỹ từ những đợt bán hàng ban đầu này. Thành công của Minecraft đã khiến phương pháp Early access trở thành một cách phổ biến để xuất bản các tựa game độc lập.

## Một số trò chơi nổi bật sử dụng Early access
Ngoài Minecraft, sau đây là danh sách một phần các trò chơi được coi là sử dụng thành công phương pháp Early access:

### Hiện tại
- Scum, một trò chơi sinh tồn năm 2018 do Gamepires phát triển, bán được 250.000 bản trong ngày mở bán quyền Early access và đạt hơn một triệu doanh số trong vòng ba tuần sau đó.[5]
- Star Citizen, quá trình phát triển bắt đầu vào năm 2011 và công bố vào năm 2013 thông qua một chiến dịch Kickstarter.[6][7][8]
- Mount & Blade II: Bannerlord, phát hành ngày 30 tháng 3 năm 2020, nhanh chóng trở thành màn ra mắt lớn nhất trong năm trên Steam, đạt hơn 200.000 người chơi cùng lúc.[9]

### Trước đây
- Ark: Survival Evolved bán ra hơn một triệu bản trong vòng một tháng kể từ khi phát hành vào năm 2015 ở chế độ Early access và hơn chín triệu vào thời điểm phát hành đầy đủ hai năm sau đó.[10][11]
- Besiege ra mắt ở chế độ Early access mà không có chiến dịch quảng cáo nào về lối chơi, nhưng có rất nhiều pha đánh bóng hình ảnh, thu hút người dùng đến với trò chơi. Theo Steam Spy, hơn một triệu bản game đã bán ra trong năm đầu tiên kể từ khi đăng Early access.[12][13] Mặc dù đây là một trong những trò chơi đầu tiên sử dụng chương trình Early access của Steam vào năm 2015, nhưng cũng mất 5 năm trước khi có bản phát hành đầy đủ vào tháng 2 năm 2020.[14]
- Conan Exiles đã bán 320.000 bản trong vòng một tuần kể từ khi phát hành trên Early Access của Steam, bao trọn chi phí phát triển cần có cho Funcom và cho phép họ cải tiến trò chơi với sự đóng góp của cộng đồng.[10] Game gỡ bỏ Early access sau khoảng 15 tháng, vào tháng 5 năm 2018, với hơn một triệu lượt bán.[15]
- Darkest Dungeon cũng sử dụng các bản cập nhật gia tăng trong thời gian đầu truy cập, do số lượng hệ thống cơ chế trò chơi khác nhau và các nhà phát triển, Red Hook Studios, đã phải xử lý một lượng lớn phản hồi tiêu cực khi bổ sung cơ chế thay đổi lối chơi cụ thể mà họ cảm thấy rất quan trọng đối với trò chơi. Hãng báo cáo doanh thu hơn 650.000 trong giai đoạn Early access và một tuần sau khi phát hành trực tiếp phiên bản cuối cùng.[12][16]
- DayZ, một trò chơi sinh tồn zombie nhiều người chơi, đã đạt hơn 400.000 lượt bán trong vòng một tuần kể từ khi có Early Access[17] và trong vòng một năm, đã có hơn 3 triệu lượt bán.[18]
- Dead Cells một trò chơi mashup giữa roguelike-Metroidvania, đã dành khoảng một năm bốn tháng cho quyền Early Access, sử dụng phản hồi từ người chơi để tinh chỉnh các tính năng. Trước khi ra mắt đầy đủ vào tháng 8 năm 2017, nhà phát triển Motion Twin thông báo trò chơi bán ra hơn 850.000 bản.[19]
- Don't Starve đã sử dụng cả phương pháp tiếp cận quyền Early Access của riêng họ cũng như phiên bản của Steam để dần dần bổ sung các tính năng và thu thập phản hồi từ người chơi, coi mỗi bản phát hành mới như một bản mở rộng mới để thu hút người chơi trong thời gian này.[12] Klei Entertainment đã sử dụng chung một lộ trình phát triển quyền truy Early Access tương tự cho các tựa game tiếp theo là Invisible, Inc., Oxygen Not Included và Griftlands.[20][21]
- Fortnite của Epic Games đã sử dụng giai đoạn Early Access có trả phí sau hai giai đoạn beta kín kể từ khoảng tháng 7 năm 2017; những người đã mua trong thời kỳ đang làm game sẽ nhận thêm lợi ích sau khi trò chơi phát hành đầy đủ. Epic báo cáo hơn 500.000 người chơi đã mua giai đoạn Early Access trong vòng một tuần kể từ khi ra mắt.[22][23]  Thời gian Early Access của trò chơi đã hoàn thành vào ngày 30 tháng 6 năm 2020, kéo dài gần ba năm, nhưng Epic Games đã từ chối lời hứa trước đó là làm cho chế độ câu chuyện "Save the World" trở thành có thể chơi miễn phí.[24]
- Hades của Supergiant Games đã phát hành Early Access cùng với màn ra mắt Epic Games Store vào tháng 12 năm 2018. Supergiant cung cấp các bản cập nhật thường xuyên và lộ trình phát triển, cũng như được NoClip ghi lại, thông qua khoảng thời gian Early Access gần hai năm. Gần 700.000 bản bán ra trong giai đoạn Early Access, trong khi 300.000 bản khác bán ra trong ba ngày sau khi phát hành chính thức, nâng tổng doanh số bán hàng lên hơn một triệu bản.[25] Hades tiếp tục giành một số giải thưởng trò chơi của năm vào năm 2020.[26]
- Kerbal Space Program theo mô hình tương tự như Minecraft và cuối cùng chuyển sang chương trình early access của Steam và bán được hàng triệu bản.[27]
- PlayerUnknown's Battlegrounds phát hành trên chương trình early access của Steam vào cuối tháng 3 năm 2017 với kế hoạch tập trung để hoàn thành quyền early access trong vòng sáu tháng thông qua cập nhật thường xuyên. Trong vòng sáu tháng, Battlegrounds bán ra hơn mười triệu bản và thu về hơn 100 triệu đô la doanh thu.[28][29] Vào thời điểm trò chơi phát hành đầy đủ vào tháng 12 năm 2017, PUBG báo cáo tổng số hơn 30 triệu người chơi, một con số nổi bật do sự phổ biến của game ở Trung Quốc.[30][31]
- Prison Architect có thể đã tăng khoảng tám triệu doanh thu từ hơn 250.000 lượt bán khi vẫn còn trong giai đoạn early access.[32]
- Slay the Spire lần đầu tiên phát hành quyền early access vào tháng 11 năm 2017 bởi MegaCrit. Hãng thông báo trò chơi xây dựng này đã đạt hơn 1 triệu bản bán ra vào tháng 6 năm 2018.[33]
- Subnautica có màn ra mắt quyền early access dành được nhiều thiện cảm vào tháng 12 năm 2014, nhà phát triển tiếp tục thúc đẩy quá trình phát triển rất cởi mở, cho phép người dùng xem trực tiếp một số tài liệu lập kế hoạch dự án của họ và cung cấp phương tiện để cung cấp phản hồi trực tiếp từ trò chơi. Điều này cho phép có thể tinh chỉnh game thông qua quá trình early access và nhận đánh giá thuận lợi, dẫn đến việc phát hành thêm trên các hệ máy console.[12]
- The Long Dark, một trò chơi sinh tồn nơi hoang dã, cho phép người dùng early access chia sẻ cuộc phiêu lưu của riêng họ trong chế độ sandbox trên các diễn đàn của trò chơi, từ đó nhà phát triển Hinterland đã âm thầm sử dụng để cải thiện trò chơi và tạo thêm chế độ câu chuyện thông qua một số phản hồi gián tiếp này.[12]
- Unturned, một trò chơi sinh tồn zombie, cho phép người chơi tạo thêm nội dung trong quyền early access, người chơi có thể tải nội dung này từ cộng đồng steam và đôi khi nhà phát triển tự thêm trực tiếp vào trò chơi.[34][35]

### Trò chơi không thành công
Đã có một số ví dụ đáng chú ý về thất bại của phương pháp early access. Earth: Year 2066 đã được đưa vào early access của Steam với nhiều tính năng hứa hẹn, nhưng những người đã mua tựa game phát hiện ra rằng trò chơi có nhiều lỗi lập trình khiến nó không chơi được, rằng nó đã không thực hiện lời hứa trên trang sản phẩm và sử dụng nội dung từ công cụ trò chơi thương mại. Nhiều người dùng, bao gồm cả Jim Sterling của The Escapist, đã vạch trần việc nhà phát triển Killing Day Studios lạm dụng chương trình early access và yêu cầu Valve xóa game do gian lận. Valve sau đó đã xóa game và hoàn lại tiền, lưu ý rằng mặc dù các nhà phát triển sử dụng early access có quyền quảng bá và đặt giá cho trò chơi của họ, "Steam yêu cầu sự trung thực từ các nhà phát triển trong việc tiếp thị trò chơi của họ".
Một ví dụ khác là Spacebase DF-9; trong khi nhóm phát triển từ Double Fine đã lên kế hoạch cho một số tính năng và cải tiến lối chơi theo thời gian, Double Fine đã chọn kết thúc quá trình phát triển toàn thời gian, hoàn thành quyền truy cập sớm và phát hành sản phẩm cuối cùng, trong khi phiên bản này còn thiếu nhiều tính năng vốn đã được lên kế hoạch; công ty tiếp tục sửa các lỗi nghiêm trọng, bao gồm hỗ trợ sửa đổi thông qua kênh Workshop của Steam nhưng sẽ không tạo bất kỳ nội dung mới nào cho chính trò chơi, làm nhiều người chơi thất vọng. Ngay sau khi phát hành 1.0, mười hai nhân viên đã bị sa thải, bao gồm cả lập trình viên và trưởng dự án JP LeBreton. Sau đó, trên các diễn đàn Double Fine, có thông báo rằng không có kế hoạch nào khác cho các bản vá và không có nhóm nào được chỉ định cho dự án, việc tích hợp Steam Workshop trong tình trạng lấp lửng. Tim Schafer của Double Fine nói họ đã chọn giải pháp này vì DF-9 là sản phẩm đại diện cho thử nghiệm đầu tiên của họ với cách tiếp cận early access, họ đã đạt đến điểm mà số tiền kiếm được từ việc bán trò chơi trong early access không bao gồm chi phí và thời gian cho quá trình sản xuất, nhằm đạt được các mục tiêu kế hoạch, vốn sẽ kéo dài vài năm.